# Perú en los Juegos Olímpicos de Sídney 2000
Perú estuvo representado en los Juegos Olímpicos de Sídney 2000 por un total de 21 deportistas, 8 hombres y 13 mujeres, que compitieron en 7 deportes.
La portadora de la bandera en la ceremonia de apertura fue la voleibolista Rosa García. El equipo olímpico peruano no obtuvo ninguna medalla en estos Juegos.